# Hägendorf
Hägendorf is een gemeente en plaats in het Zwitserse kanton Solothurn en maakt deel uit van het district Olten.

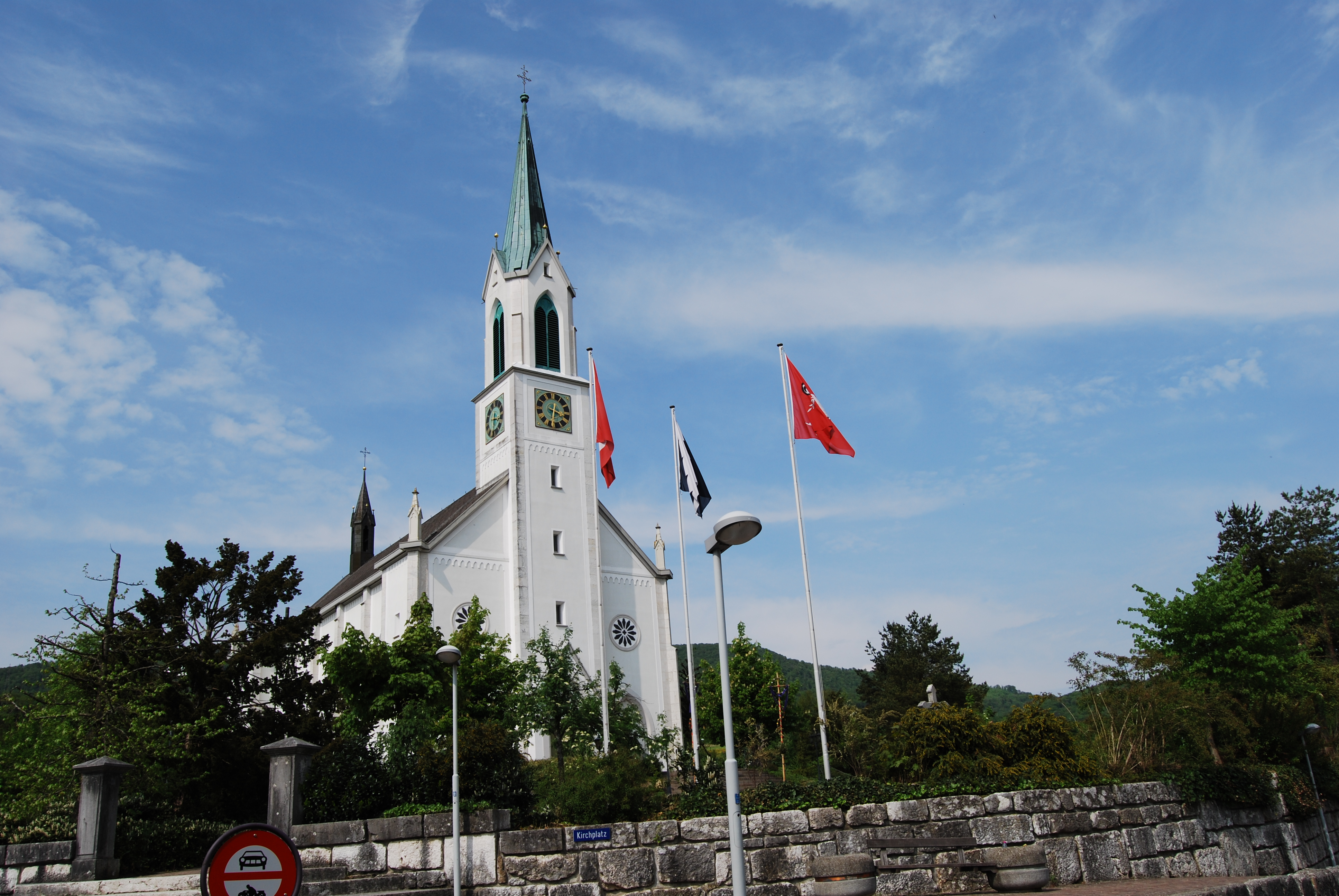
Hägendorf

Hägendorf telt 4284 inwoners.